# 이유찬 (e스포츠인)
이유찬 (1967년 5월 28일~ )은 대한민국의 전직 프로게임단 감독이다.
2000년부터 2010년까지 하이트 스파키즈의 감독직을 맡았다.
2010년 5월 팀원선수의 승부조작으로 인해 직무정지 처분을 받았다.
2010년 10월 CJ 엔투스와 하이트 스파키즈의 통합으로 하이트 엔투스의 고문을 맡았다.
원래 이름은 "이명근"이었으나 이후 "이유찬"으로 개명, 현재 전남과학대학교 e스포츠과 교수로 활동중이다.

## 수상 내역
- 2004년 10월 SKY 프로리그 2004 2Round 공동 3위
- 2005년 2월 SKY 프로리그 2004 3Round 우승
- 2005년 2월 SKY 프로리그 2004 그랜드파이널 3위
- 2007년 3월 제2회 KeSPA컵 스타크래프트 부문 준우승
- 2008년 1월 신한은행 프로리그 2007 후기리그 4위
- 2008년 8월 신한은행 프로리그 2008 준우승
- 2008년 8월 신한은행 프로리그 2008 올스타전 감독상
- 2008년 9월 인크루트컵 스페셜포스 마스터리그 준우승
- 2009년 7월 신한은행 프로리그 08~09 6강
- 2009년 8월 경남-STX컵 마스터즈 2009 3위
- 2010년 1월 30일 생각대로T SF프로리그 2009 2nd 3위

| 이전 - | 제1대 하이트 스파키즈 감독 이유찬 2000 ~ 2010 | 다음 팀 해체 |